# Теркешти (Вранча)
Теркешти (рум. Terchești) насеље је у Румунији у округу Вранча у општини Попешти. Oпштина се налази на надморској висини од 257 m.

## Становништво
Према подацима из 2002. године у насељу је живело 515 становника, од којих су сви румунске националности.